# Acraea alberici
Acraea alberici är en fjärilsart som beskrevs av Abel Dufrane 1945. Acraea alberici ingår i släktet Acraea och familjen praktfjärilar. Inga underarter finns listade i Catalogue of Life.